# Belchior Loureiro
Belchior Loureiro (Beja – Beja, 1665) foi um advogado, professor e jurista português.

## Biografia
Advogado, formou-se e foi Professor de Direito Civil da Faculdade de Leis da Universidade de Coimbra.

### Obra inédita
Deixou inédito: 
- Glossa sobre as remissões de Barbosa, e à ordenação com todas as ampliações e limitações que há sobre a Ordenação, como sobre o que escreveu o mesmo Barbosa[1]